# Anders Åslund
Per Anders Åslund, född 17 februari 1952 i Karlskoga, är en svensk nationalekonom. Åslund är civilekonom från Handelshögskolan i Stockholm och ekonomie doktor från Oxfords Universitet. Professor i nationalekonomi, Rysslands- och Östeuropaanalytiker vid Atlantic Council, Washington, DC, och adjungerad professor vid Georgetown University. Var 1994 till 2005 knuten till Carnegie Endowment for International Peace i Washington DC. Från 2006 till 2015 arbetade han vid Peterson Institute for International Economics. Från 1991 till 1994 arbetade han som ekonomisk-politisk rådgivare åt Boris Jeltsins regering i Ryssland. Från 1994 till 1997 som rådgivare åt den ukrainska regeringen och från 1998 till 2004 som personlig rådgivare åt den kirgisiska presidenten Askar Akajev.

## Bakgrund
Anders Åslund gjorde sin värnplikt vid Tolkskolan i Uppsala och lärde sig där ryska. Efter att han tagit civilekonomexamen sökte han in till UD:s diplomatprogram.  Åslund tjänstgjorde som diplomat i Kuwait, Polen, Genève och Moskva. Han skrev sin doktorsavhandling vid Oxfords Universitet 1982 och den publicerades som bok 1985. 
Förutom svenska talar Åslund även engelska, ryska, tyska, polska och franska flytande.